# Mesud Pezer
Mesud Pezer (ur. 27 sierpnia 1994 w Zenicy) – bośniacki lekkoatleta specjalizujący się w pchnięciu kulą.
W 2011 był finalistą mistrzostw świata juniorów młodszych oraz zdobył brązowy medal olimpijskiego festiwalu młodzieży Europy. Rok później zajął piątą lokatę podczas mistrzostw świata juniorów w Barcelonie. W roku 2013 był ósmy na mistrzostwach Bałkanów oraz został w Rieti mistrzem Europy juniorów. Siódmy zawodnik halowych mistrzostw Europy w Belgradzie (2017). Brązowy medalista igrzysk śródziemnomorskich (2018). W 2021 zajął 11. miejsce podczas igrzysk olimpijskich w Tokio.
Wielokrotny medalista mistrzostw krajów bałkańskich w kategoriach juniorów i juniorów młodszych (także w rzucie dyskiem, w którym okazjonalnie startuje).
Medalista mistrzostw Bośni i Hercegowiny (m.in. Zenica 2013) oraz reprezentant kraju w drużynowych mistrzostwach Europy, zimowym pucharze Europy w rzutach i w meczach międzypaństwowych.
Rekordy życiowe: pchnięcie kulą (seniorską): stadion – 21,48 (13 sierpnia 2019, Växjö) rekord Bośni i Hercegowiny; hala – 21,42 (13 lutego 2024, Belgrad) rekord Bośni i Hercegowiny; pchnięcie kulą (juniorską – 6 kg) – 20,44 (18 lipca 2013, Rieti), rekord Bośni i Hercegowiny juniorów; rzut dyskiem (juniorskim – 1,75 kg) – 60,83 (21 lipca 2013, Rieti), rekord Bośni i Hercegowiny juniorów.

## Osiągnięcia
| Rok  | Impreza                                   | Miejsce          | Konkurencja             | Pozycja           | Wynik |
| ---- | ----------------------------------------- | ---------------- | ----------------------- | ----------------- | ----- |
| 2011 | Mistrzostwa świata juniorów młodszych     | Lille Metropole  | pchnięcie kulą (5 kg.)  | 6. miejsce        | 16,79 |
| 2011 | Olimpijski festiwal młodzieży Europy      | Trabzon          | pchnięcie kulą (5 kg.)  | 3. miejsce        | 19,13 |
| 2012 | Mistrzostwa świata juniorów               | Barcelona        | pchnięcie kulą (6 kg.)  | 5. miejsce        | 19,83 |
| 2013 | III liga drużynowych mistrzostw Europy    | Bańska Bystrzyca | pchnięcie kulą          | 3. miejsce        | 17,58 |
| 2013 | III liga drużynowych mistrzostw Europy    | Bańska Bystrzyca | rzut dyskiem            | 4. miejsce        | 51,50 |
| 2013 | Mistrzostwa krajów bałkańskich            | Stara Zagora     | pchnięcie kula          | 8. miejsce        | 17,74 |
| 2013 | Mistrzostwa krajów bałkańskich            | Stara Zagora     | rzut dyskiem            | 9. miejsce        | 53,57 |
| 2013 | Mistrzostwa Europy juniorów               | Rieti            | pchnięcie kulą (6 kg.)  | 1. miejsce        | 20,44 |
| 2013 | Mistrzostwa Europy juniorów               | Rieti            | rzut dyskiem (1,75 kg.) | 4. miejsce        | 60,83 |
| 2014 | Zimowy puchar Europy w rzutach            | Leiria           | pchnięcie kulą          | 2. miejsce (U23)  | 18,68 |
| 2015 | Zimowy puchar Europy w rzutach            | Leiria           | pchnięcie kulą          | 1. miejsce (U23)  | 19,44 |
| 2015 | Młodzieżowe mistrzostwa Europy            | Tallinn          | pchnięcie kulą          | 4. miejsce        | 18,98 |
| 2016 | Mistrzostwa Europy                        | Amsterdam        | pchnięcie kulą          | 12. miejsce       | 19,49 |
| 2016 | Igrzyska olimpijskie                      | Rio de Janeiro   | pchnięcie kulą          | el. – 24. miejsce | 19,55 |
| 2017 | Halowe mistrzostwa Europy                 | Belgrad          | pchnięcie kulą          | 7. miejsce        | 20,37 |
| 2017 | Puchar Europy w rzutach                   | Las Palmas       | pchnięcie kulą          | 1. miejsce        | 20,69 |
| 2017 | Mistrzostwa świata                        | Londyn           | pchnięcie kulą          | el. – 21. miejsce | 19,88 |
| 2018 | Halowe mistrzostwa świata                 | Birmingham       | pchnięcie kulą          | 5. miejsce        | 21,15 |
| 2018 | Puchar Europy w rzutach                   | Leiria           | pchnięcie kulą          | 3. miejsce        | 20,71 |
| 2018 | Igrzyska śródziemnomorskie                | Tarragona        | pchnięcie kulą          | 3. miejsce        | 19,82 |
| 2018 | Mistrzostwa Europy                        | Berlin           | pchnięcie kulą          | 12. miejsce       | 19,91 |
| 2019 | Halowe mistrzostwa Europy                 | Glasgow          | pchnięcie kulą          | 6. miejsce        | 20,69 |
| 2019 | Mecz Europa – USA                         | Mińsk            | pchnięcie kulą          | 4. miejsce        | 20,99 |
| 2019 | Mistrzostwa świata                        | Doha             | pchnięcie kulą          | el. – 20. miejsce | 20,17 |
| 2021 | Halowe mistrzostwa Europy                 | Toruń            | pchnięcie kulą          | 8. miejsce        | 19,77 |
| 2021 | III liga drużynowych mistrzostw Europy    | Limassol         | pchnięcie kulą          | 4. miejsce        | 19,60 |
| 2021 | Igrzyska olimpijskie                      | Tokio            | pchnięcie kulą          | 11. miejsce       | 20,08 |
| 2022 | Halowe mistrzostwa świata                 | Belgrad          | pchnięcie kulą          | 8. miejsce        | 20,94 |
| 2022 | Igrzyska śródziemnomorskie                | Oran             | pchnięcie kulą          | 4. miejsce        | 20,23 |
| 2023 | Halowe mistrzostwa Europy                 | Stambuł          | pchnięcie kulą          | 7. miejsce        | 19,94 |
| 2023 | III dywizja drużynowych mistrzostw Europy | Chorzów          | pchnięcie kulą          | 2. miejsce        | 20,25 |
| 2023 | Mistrzostwa świata                        | Budapeszt        | pchnięcie kulą          | el. – 21. miejsce | 19,97 |
| 2024 | Halowe mistrzostwa świata                 | Glasgow          | pchnięcie kulą          | 9. miejsce        | 20,41 |
| 2024 | Puchar Europy w rzutach                   | Leiria           | pchnięcie kulą          | 3. miejsce        | 20,58 |
| 2024 | Mistrzostwa Europy                        | Rzym             | pchnięcie kulą          | 9. miejsce        | 19,92 |
| 2024 | Igrzyska olimpijskie                      | Paryż            | pchnięcie kulą          | el. – 26. miejsce | 19,03 |
| 2025 | III dywizja drużynowych mistrzostw Europy | Maribor          | pchnięcie kulą          | 2. miejsce        | 19,14 |